# Michael Gbinije
Michael Patrick Gbinije (Hartford, Connecticut, 5 de juny de 1992) és un jugador de bàsquet amb doble nacionalitat nord-americana i nigeriana que pertany al planter dels Detroit Pistons de l'NBA, però es troba assignat als Grand Rapids Drive de la NBA D-League. Amb 2,01 metres d'alçada, juga en les posicions de base, aler o escorta.